# Magusa erema
Magusa erema är en fjärilsart som beskrevs av Hayes 1975. Magusa erema ingår i släktet Magusa och familjen nattflyn. Inga underarter finns listade i Catalogue of Life.